# Ma Wenrui
Ma Wenrui (chiń. 马文瑞; ur. 4 listopada 1912 w powiecie Zizhou w Shaanxi, zm. 3 stycznia 2004 w Pekinie) – chiński działacz państwowy.
Członek KPCh od 1928 roku. Weteran walk z Kuomintangiem w latach 30., brał udział w Długim Marszu, dowodząc oddziałami operującym na pograniczu Shaanxi walczył z Japończykami podczas wojny z lat 1937-1945. 
W latach 1954–1966 był ministrem pracy ChRL. Po rozpoczęciu rewolucji kulturalnej represjonowany, aresztowany w styczniu 1968 roku, spędził 5 lat w więzieniu.
Od 1979 do 1984 roku sekretarz komitetu prowincjonalnego KPCh w prowincji Shaanxi. W latach 1977–1987 członek Komitetu Centralnego KPCh, pełnił także funkcję wiceprzewodniczącego Komitetu Krajowego Ludowej Politycznej Konferencji Konsultatywnej Chin VI (1983-1988) i VII kadencji (1988-1993).